# هانوور بارك (إلينوي)
هانوور بارك (بالإنجليزية: Hanover Park)‏ هي قرية تقع في الولايات المتحدة في إلينوي. يقدر عدد سكانها بـ 37,973 نسمة .

## أعلام
- سارة جيلبرت
- آدم رود